# Quitman (Arkansas)
Pour les articles homonymes, voir Quitman.
Quitman est une municipalité située à cheval sur le comté de Cleburne et le comté de Faulkner, dans l'État de l'Arkansas aux États-Unis.

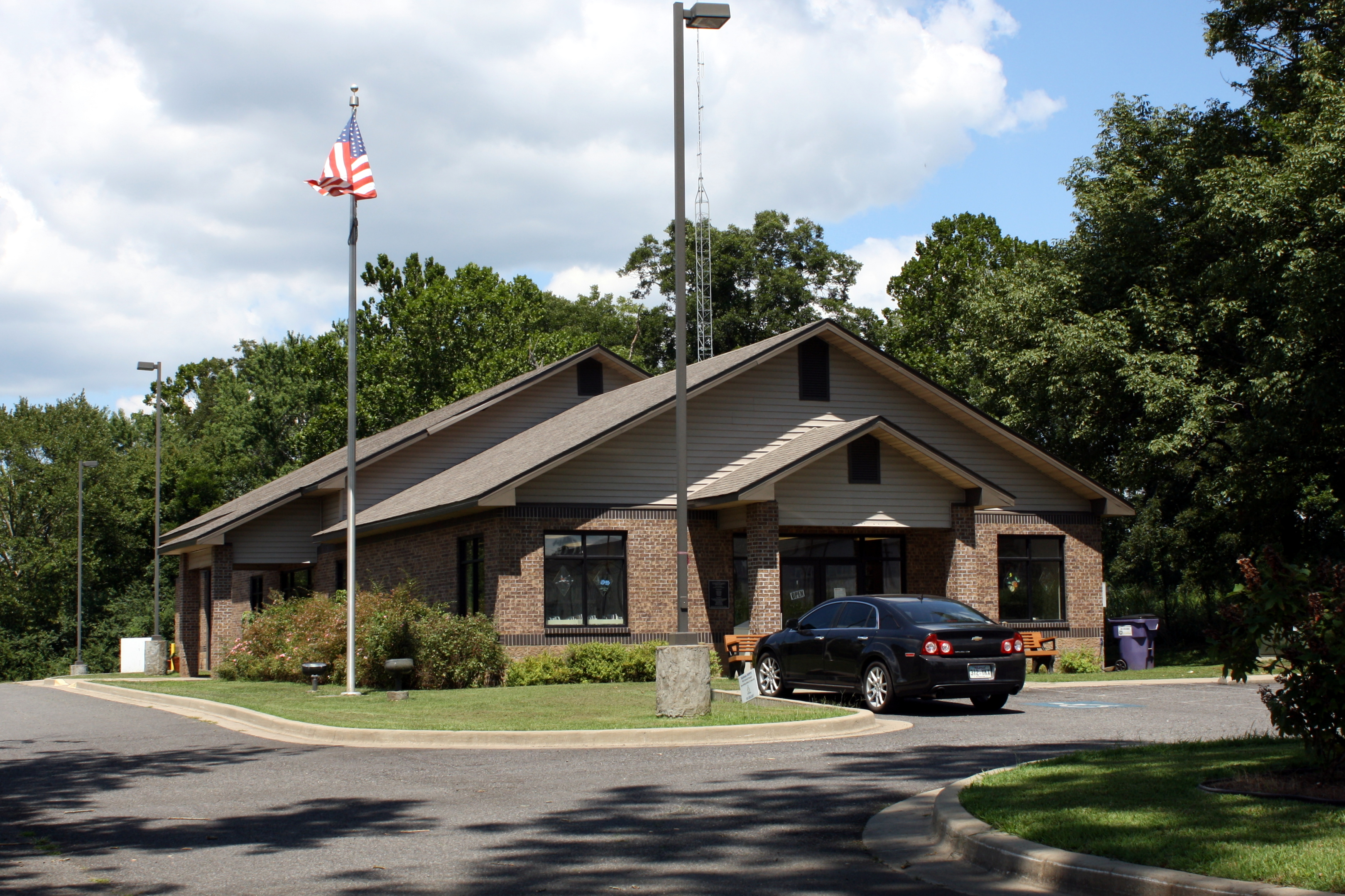
Succursale Quitman de la bibliothèque du comté de Cleburne

## Démographie
| 1880 | 1890 | 1900 | 1910 | 1920 | 1930 | 1940 | 1950 |
| ---- | ---- | ---- | ---- | ---- | ---- | ---- | ---- |
| 177  | 327  | 383  | 471  | 366  | 333  | 393  | 345  |

| 1960 | 1970 | 1980 | 1990 | 2000 | 2010 | - | - |
| ---- | ---- | ---- | ---- | ---- | ---- | - | - |
| 305  | 354  | 556  | 632  | 714  | 762  | - | - |